# Manuel Arce Ochotorena
Manuel Arce Ochotorena (Orobia, Navarra, 1879 - Tarragona, 1948) fou Bisbe de Zamora (1929-1938), Bisbe d'Oviedo (1938-1944), Arquebisbe de Tarragona (1944-1948) i nomenat Cardenal el 1946.
Va estudiar als seminaris de Pamplona, Saragossa i Roma. Ordenat sacerdot el 1904, va entrar de professor al seminari de Pamplona, on fou successivament Vicari Capitular, Vicari General de Pamplona i Protonotari Apostòlic.
El 1928 el Papa Pius XI el nomenà bisbe de Zamora on visqué tot el període de la Segona República fins que en plena Guerra Civil espanyola, fou consagrat bisbe d'Oviedo.
El nou règim que ocupà el poder després del període bèl·lic encapçalat pel General Franco autoritzà el seu nomenament com a arquebisbe de Tarragona el 1944 i el Papa Pius XII el va intitular Cardenal dels Sants Vital, Valèria, Gervasi i Protasi l'any 1946. El 18 de juliol de 1947 va ser condecorat amb el collar de l'Orde d'Isabel la Catòlica per Franco.
Va morir a l'edat de 69 anys i fou enterrat a la catedral de Tarragona.
Actualment encara te dedicada una plaça a la ciutat de Tarragona, mentre a l'edifici episcopal s'hi manté el seu escut amb símbols franquistes i falangistes.